# Vicente Estrada Cajigal
Vicente Estrada Cajigal (Cuernavaca, 14 de julio de 1898-Ciudad de México, 14 de junio de 1973) fue un político mexicano que llegó a ocupar el cargo de gobernador del Estado de Morelos.

## Biografía
Nació en la ciudad de Cuernavaca, capital del Estado de Morelos, en la calle Arista casi esquina con la calle de Guerrero el 14 de julio de 1898. Sus padres Juliana Cajigal nativa de esta ciudad y Enrique Estrada Arreguín nativo de Michoacán que fue traído a Morelos por el gobernador Jesús H. Preciado para desempeñar el cargo de director de Educación en el Estado en 1891.
Hizo sus primeros estudios en el Instituto Pape Carpentier que dirigió el Prof. Miguel Salinas Alanís, habiendo tenido entre sus maestros al Prof. Agustín Güemes quien después fundara la escuela Evolución en Cuernavaca.
Sus estudios superiores los realizó en el Antiguo colegio de San Nicolás de Hidalgo en la Ciudad de Morelia, Michoacán, los cuales tuvo que interrumpir para ayudar en el sostenimiento de su familia siendo todavía niño.
Ingresó, siendo muy joven, a las fuerzas de la Revolución logrando el grado de Teniente el 22 de noviembre de 1917, el de Capitán el 1 de octubre de 1918; el de Mayor el 1 de marzo de 1920, calificándolo entonces el jefe del Estado Mayor Presidencial general Manuel Pérez Treviño, como "un elemento leal, honrado, valiente, activo y un militar con excelentes dotes organizadoras".
Participó en hechos de guerra, y varias anécdotas se han recogido de esta época azarosa de su vida, como el haber sido colgado por las fuerzas del rebelde Chávez García en Michoacán, siendo salvado en el último momento al cortar la cuerda Octavio de la Peña, quien se convirtió en su amigo desde entonces.
También escapó de la muerte al salvarlo su reloj de bolsillo que detuvo la bala de un disparo artero contra su persona, siendo testigo de ello el entonces coronel Lázaro Cárdenas quien lo ayudó a incorporarse después del impacto.
Y la famosa batida que tuvo contra el conocido bandolero apodado "El Remington", en el restaurante del Hotel Francés en la ciudad de Guadalajara, que fue publicada en el periódico El Universal el 30 de diciembre de 1963, y en la revista El Legionario de enero de 1964.
El 11 de agosto de 1920 la Secretaría de Guerra y Marina le concedió licencia para separarse del Servicio de las Armas y fungir como administrador y jefe de Guardabosques del Bosque de Chapultepec, puesto que entregó el 4 de mayo de 1921 cuando reingresó al ejército, ascendiendo el 23 de diciembre de 1923 al grado de teniente coronel obteniendo su retiro con el grado de coronel.
Después de haber sido corto tiempo inspector de Puerto en Tampico regresó a la capital en donde se dedicó a la venta de materiales para la construcción, con lo que a base de gran esfuerzo y trabajo logró una estabilidad que le permitió contraer matrimonio en 1928 con Magdalena Barrera Aceves originaria de Morelia, Michoacán.
Fue fundador del Partido Nacional Revolucionario en calidad de representante del Partido Regionalista Morelense, y el 18 de marzo de 1930, el Partido Socialista Revolucionario de Morelos adherido al P.N.R. en su convención estatal lo eligió candidato a Gobernador del Estado de Morelos.
Después de una exitosa campaña política y de triunfar en las elecciones convocadas por el Gobernador Provisional Carlos Lavín Aranda, nombrado por la Comisión Permanente de los Estados Unidos Mexicanos, tomó posesión el 18 de mayo de 1930 como primer Gobernador Constitucional del Estado, volviendo a ser Morelos, Estado Libre y Soberano después de haber sido convertido en territorio por el capricho de Victoriano Huerta en junio de 1914.
Desarrolló una brillante labor en su estado natal al que hizo progresar grandemente, abriendo importantes redes de caminos, estableciendo multitud de escuelas y mejorando los servicios públicos en general; prestando especial atención a la introducción de agua potable y energía eléctrica para muchos pueblos, promoviendo y desarrollando nuevos cultivos en todo el estado.
En octubre de 1931 en una comida ofrecida por todos los gobernadores del país al jefe de la Revolución mexicana General Plutarco Elías Calles, éste lo exaltó como ejemplo de los jóvenes gobernantes de la Revolución en todo el país.
En el mes de enero de 1932 solicitó licencia al Congreso del Estado por haber sido llamado a formar parte del Gabinete Presidencial como Jefe del Departamento Central del Distrito Federal y dejando como Gobernador interino al C. Profesor José Urban Aguirre, desarrollando en poco tiempo una labor muy encomiable. Renunció a este cargo en septiembre de 1932, regresando a cumplir con su mandato en el Estado de Morelos, al término del cual fue nombrado en 1935 Enviado extraordinario y ministro plenipotenciario de México ante la Sociedad de Naciones con sede en Ginebra, Suiza. Habiéndole expedido sus cartas credenciales el presidente Lázaro Cárdenas el 25 de diciembre de 1934.
En este cargo permaneció dos años representando dignamente a México en el Seno de las Naciones durante los difíciles días de la pre-guerra participando en la gallarda postura de México ante el mundo en defensa de Etiopía amenazada por el fascismo Italiano.
Durante su estancia en Ginebra fue nombrado también representante del Gobierno de México ante el consejo de administración de la Oficina Internacional del Trabajo, y por su labor desarrollada en este organismo recibió una felicitación pública que no había tenido precedente.
En el mismo año de 1935 el comité directivo del Congreso Internacional de Construcciones para la Higiene Pública con residencia en París, Francia tomó el acuerdo de designar al Sr. Estrada Cajigal miembro fundador de dicha institución.
En 1935 así mismo fue nombrado por el Gobierno de México, Delegado a la importante Conferencia Internacional de Educación Pública que tuvo verificativo en Ginebra, Suiza.
En octubre de 1936 fue designado Embajador Extraordinario ante la República de Panamá habiéndosele ampliado su representación con el mismo carácter para la República de Costa Rica, en febrero de 1937. Se le confirió también en Panamá la representación del Gobierno legítimo de la República Española a la que prestó su colaboración desde que actuó en Ginebra. Con ese motivo le fue otorgado el 1 de septiembre de 1935 y por acuerdo expreso del Presidente de la propia República la valiosa condecoración de la "Placa de la Orden de la República Española".
El 17 de julio de 1937 fue declarado miembro asociado de la Academia Diplomática Internacional y el 11 de diciembre de 1937 fue nombrado delegado del Comité Olímpico Mexicano a los IV Juegos Deportivos Centroamericanos.
Fue designado en enero de 1940 enviado extraordinario y ministro plenipotenciario de México ante la República de El Salvador y al terminar el periodo del presidente Lázaro Cárdenas el 30 de noviembre del mismo año de 1940 presentó su renuncia regresando a México.
De 1941 a 1943 trabajó como contratista en las obras de irrigación de Valsequillo, Puebla, en la construcción de los sifones.
En los años siguientes militó en forma activa y destacada en un partido de la oposición, por pensar que México exigía una renovación de sus hombres públicos para mantener el genuino espíritu de la Revolución.
Durante los años de 1959 a 1970 en los gobiernos de Adolfo López Mateos y Gustavo Díaz Ordaz fue consejero de la Presidencia de la República.
En los años de 1965 y 1966 fue director de Promoción Turística en el Estado de Morelos, durante el gobierno del Lic. Emilio Riva Palacio. Y durante los años de 1967 a 1972 fue Presidente del Patronato de la Cruz Roja de Cuernavaca, lográndose durante su gestión la construcción del moderno edificio y hospital en donde está instalada esta benemérita institución.

## Fallecimiento
Falleció en la Ciudad de México el 14 de junio de 1973, siendo sepultado al lado de la que fuera su esposa en el Panteón Civil de la ciudad de Cuernavaca, después de recibir póstumo homenaje de las autoridades y amigos en general.

## Pensamientos
Muchos han sido los pensamientos que normaron la vida de Don Vicente Estrada Cajigal, se presentan a continuación algunos de ellos:
"La elocuencia del funcionario, no está en lo que dice, sino en lo que hace".
"Uno de los más altos principios que debe normar la ética de nuestros actos, debe ser el de considerar el dinero como un medio, nunca como fin y esfuerzos humanos"
"Un gobernante que carece de sinceridad nunca puede ser un buen gobernante. Se equivocan aquellos que constantemente ofrecen aún cuando tengan la certeza de no cumplir. Suponen que ofrecer conquista simpatías, y no saben que éstas se logran con el cumplimiento de las promesas".
"Estimo la publicidad como un factor importante para un gobierno. Pero tiene efectos contraproducentes cuando adolece de falta de veracidad".
"Las formas básicas de un gobierno que desee ser representante de los anhelos ciudadanos, son éstas: la mayor equidad en la distribución de fondos y el más amplio espíritu en la prestación de los servicios públicos".

## Condecoraciones
Recibió las siguientes condecoraciones y honrosas distinciones:
Declarado Hijo Predilecto del Estado de Morelos por decreto de la Legislatura del Estado en 1932.
Vocal de la Asociación Suiza Ibero-Americana en 1936.
Fue miembro de la Asociación Mundial de la Prensa en Suiza en 1936. Se discernió en su favor la condecoración "Benemérito Mexicano de Acción" otorgada por el Consejo de Fomento Industrial y Agrícola en 1937.
Fue miembro de la Asociación Diplomática Internacional con sede en París en 1937. Condecorado con la Gran Cruz de la Orden "Vasco Nuñez de Balboa" por el Gobierno de la República de Panamá en su más alto grado en 1937; y miembro también de la Academia Panameña de Derecho Internacional. Fue además presidente honorario y miembro de numerosas instituciones de diversa índole en México y en el extranjero.